# Berné
Berné é uma comuna francesa na região administrativa da Bretanha, no departamento Morbihan. Estende-se por uma área de 34,62 km². Em 2010 a comuna tinha 1 677 habitantes (densidade: 48,4 hab./km²).